# Rząd Arnalda Forlaniego

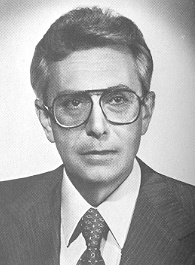
Arnaldo Forlani

Rząd Arnalda Forlaniego – rząd Republiki Włoskiej funkcjonujący od 18 października 1980 do 28 czerwca 1981.
Gabinet powstał w trakcie VIII kadencji Izby Deputowanych i Senatu w miejsce drugiego rządu  Francesca Cossigi. Nową koalicję utworzyły Chrześcijańska Demokracja (DC), Włoska Partia Socjalistyczna (PSI), Włoska Partia Republikańska (PRI) oraz Włoska Partia Socjaldemokratyczna (PSDI). Na czele rządu stanął reprezentujący chadecję Arnaldo Forlani. Jeszcze w tej samej kadencji gabinet został zastąpiony przez pierwszy rząd Giovanniego Spadoliniego.

## Skład rządu
- Premier: Arnaldo Forlani (DC)
- Minister spraw zagranicznych: Emilio Colombo (DC)
- Minister spraw wewnętrznych: Virginio Rognoni (DC)
- Minister sprawiedliwości: Adolfo Sarti (DC, do maja 1981), Clelio Darida (DC, od maja 1981)
- Minister budżetu i planowania gospodarczego: Giorgio La Malfa (PRI)
- Minister finansów: Franco Reviglio (PSI)
- Minister skarbu: Beniamino Andreatta (DC)
- Minister obrony: Lelio Lagorio (PSI)
- Minister edukacji publicznej: Guido Bodrato (DC)
- Minister robót publicznych: Franco Nicolazzi (PSDI)
- Minister rolnictwa i leśnictwa: Giuseppe Bartolomei (DC)
- Minister transportu: Rino Formica (PSI)
- Minister poczty i telekomunikacji: Michele Di Giesi (PSDI)
- Minister przemysłu, handlu i rzemiosła: Antonio Bisaglia (DC, do grudnia 1980), Filippo Maria Pandolfi (DC, od grudnia 1980)
- Minister pracy i ochrony socjalnej: Franco Foschi (DC)
- Minister handlu zagranicznego: Enrico Manca (PSI)
- Minister marynarki handlowej: Francesco Compagna (PRI)
- Minister zasobów państwowych: Gianni De Michelis (PSI)
- Minister zdrowia: Aldo Aniasi (PSI)
- Minister turystyki: Nicola Signorello (DC)
- Minister kultury: Oddo Biasini (PRI)
- Minister bez teki do spraw sytuacji nadzwyczajnych w Mezzogiorno: Nicola Capria (PSI)
- Minister bez teki do spraw kontaktów z parlamentem: Antonio Gava (DC)
- Minister bez teki do spraw służb publicznych: Clelio Darida (DC)
- Minister bez teki do spraw koordynowania polityki wspólnotowej: Vincenzo Scotti (DC)
- Minister bez teki do spraw badań naukowych i technologii: Pier Luigi Romita (PSDI)
- Minister bez teki do spraw regionalnych: Roberto Mazzotta (DC)